# Carlos Lozano de la Torre
Carlos Lozano de la Torre (Estados Unidos, 9 de fevereiro de 1950) é um engenheiro industrial e político mexicano, foi governador do Estado de Aguascalientes, no México.
Formado em engenharia industrial pela Universidad de Monterrey e membro do Partido Revolucionário Institucional da qual foi presidente de 2005 a 2007.
Foi senador eleito em 2006, obtendo licenciamento do cargo em 15 de dezembro de 2009, e em 19 de janeiro de 2010 anunciou interesse para concorrer as eleições para governador, sendo oficializado candidato em 12 de fevereiro do mesmo ano. Em julho foi eleito e em 1º de dezembro de 2010 tomou posse como governador do Estado de Aguascalientes, sendo sucedido em 2016 por Martín Orozco Sandoval.